# 水底速度記錄
在水下航行速度记录方面，通常是軍方潛水艇不断打破记录，这使得對该记录的研究较为困難。1965年，美國潛艦大青花魚號被测出33節（每小時38英里），但是这並不是官方認可的記錄。在1968年，俄羅斯的N級核潛艇曾以31節（每小時36英里）的速度跟蹤美國艦艇群。這促使美國海軍研發能以35節（每小時40英里）速度行駛的洛杉矶级攻击型核潜艇。
也有報道和製造商聲稱兩艘或更多的俄羅斯潛水艇速度可以超過美國海軍艦艇。阿庫拉級核潛艇（俄文中的鯊魚）被指能在水面下以35節（每小時40英里）行駛。而他的前一代潜水艇——阿爾法級核潛艇更被指在水面下短途内可以衝刺至44.7海里（每小時51英里）。不過，由於這些潛艇的保密性質，這些數字的可靠性不佳。
英國的旗魚式魚雷被設計成能反擊如阿爾法級核潛艇的俄羅斯潛艇，它被普遍認爲可以達到70節（每小時80英里）。而俄羅斯的火箭引擎推動超空蚀魚雷VA-111魚雷甚至被指能以200節（每小時230英里）的速度行駛。德國媒體報道了一個反魚雷導彈Barracuda據説可以達到每小時800公里的速度。

## 外部連結
- Guinness Book of World Records Travel & Transport, Ships & Submarines, Fastest Submarines Page （页面存档备份，存于）